# Deschampsia mejlandii
Deschampsia mejlandii är en gräsart som beskrevs av Charles Edward Hubbard. Deschampsia mejlandii ingår i släktet tåtlar, och familjen gräs.
Artens utbredningsområde är Tristan da Cunha. Inga underarter finns listade i Catalogue of Life.